# IrAero

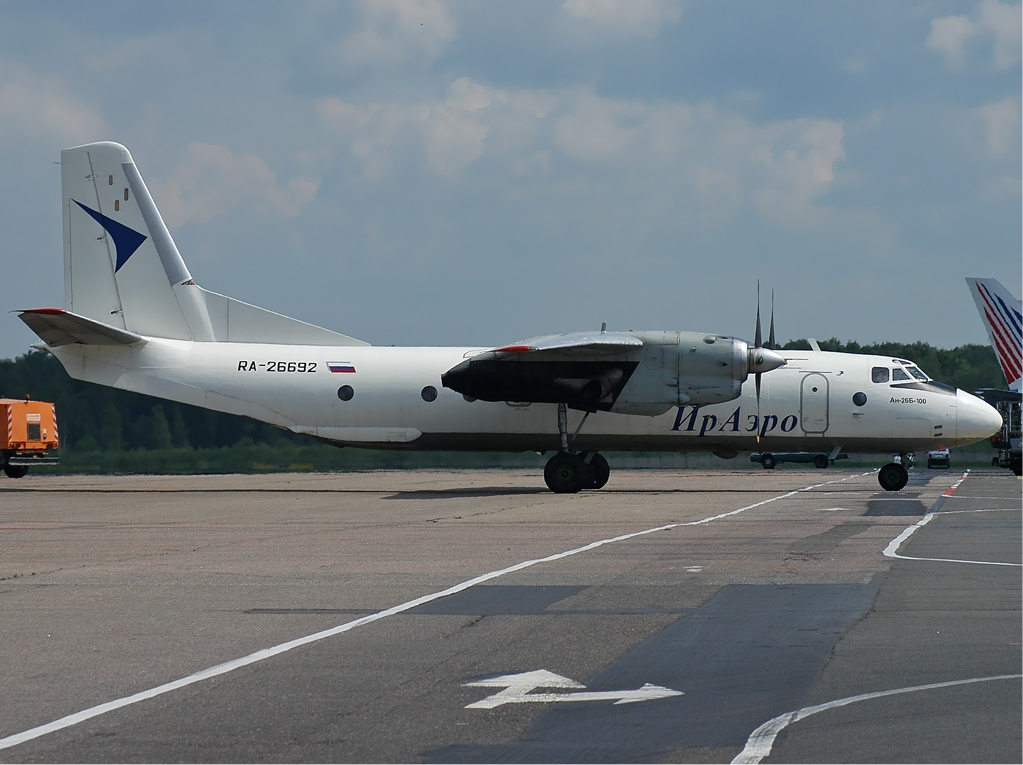
Antonov An-26 d'IrAero

IrAero est une compagnie aérienne basée à Irkoutsk, en Russie. Elle propose des vols commerciaux réguliers ainsi que des vols charters et cargo. Elle opère depuis l'Aéroport international d'Irkoutsk.
La compagnie figure depuis 2022 sur la liste des compagnies aériennes interdites d'exploitation dans l'Union européenne.

## Destinations
En novembre 2013, IrAero proposait diverses destinations, dont :
- Tachkent - Aéroport international de Tachkent[2]
- Harbin - Aéroport international de Harbin Taiping[3]
- Oulan-Bator - Aéroport international Gengis Khan (depuis juin 2015)[4]
- Iekaterinbourg (Aéroport Koltsovo)[5]

## Flotte
La flotte d'IrAero comprend les appareils suivants (en avril 2019) :

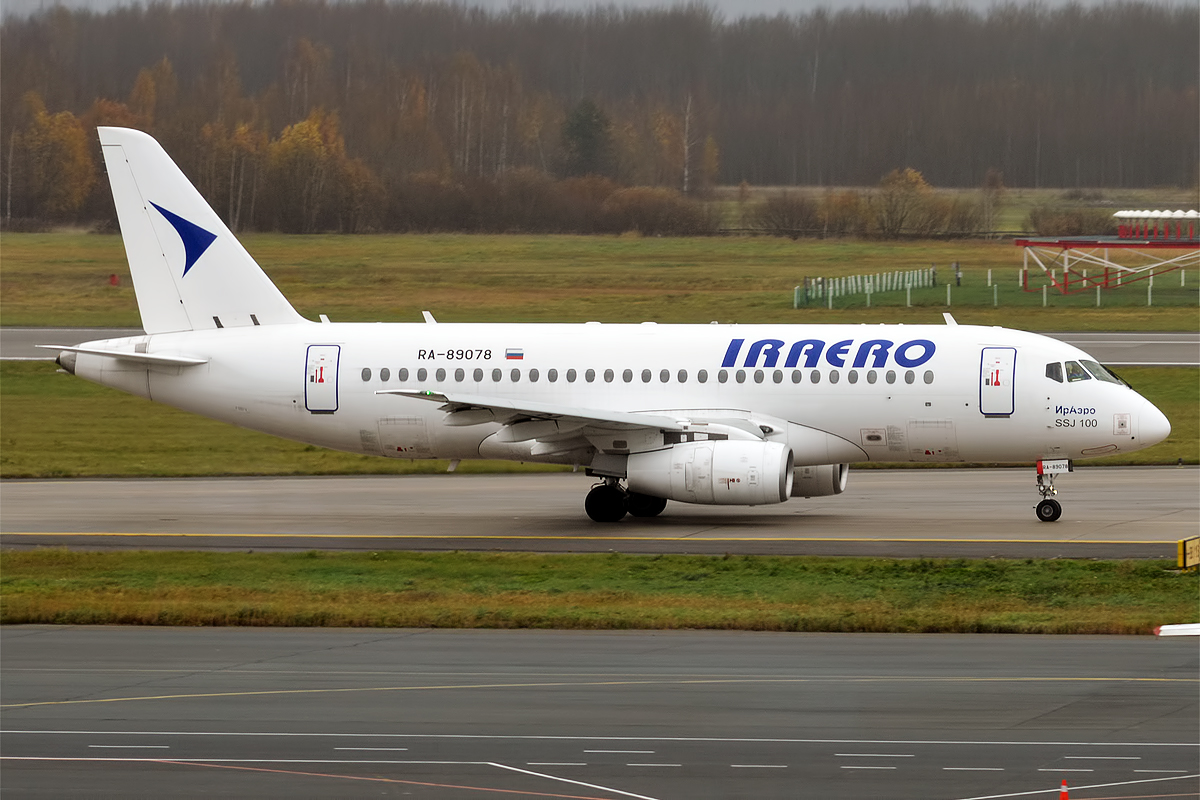
IrAero, RA-89078, Sukhoi Superjet 100-95LR
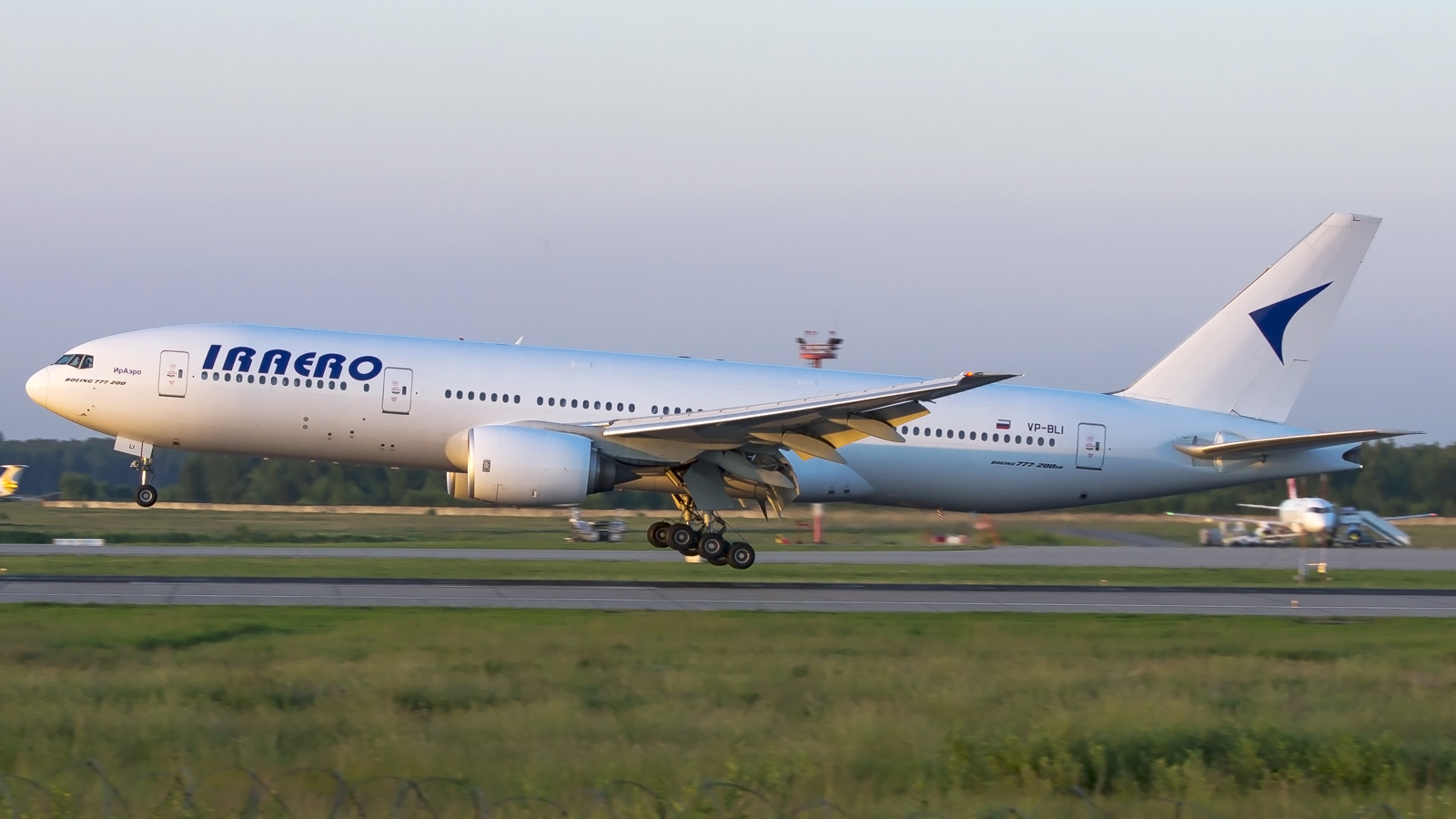
Un Boeing 777-200 de la compagnie
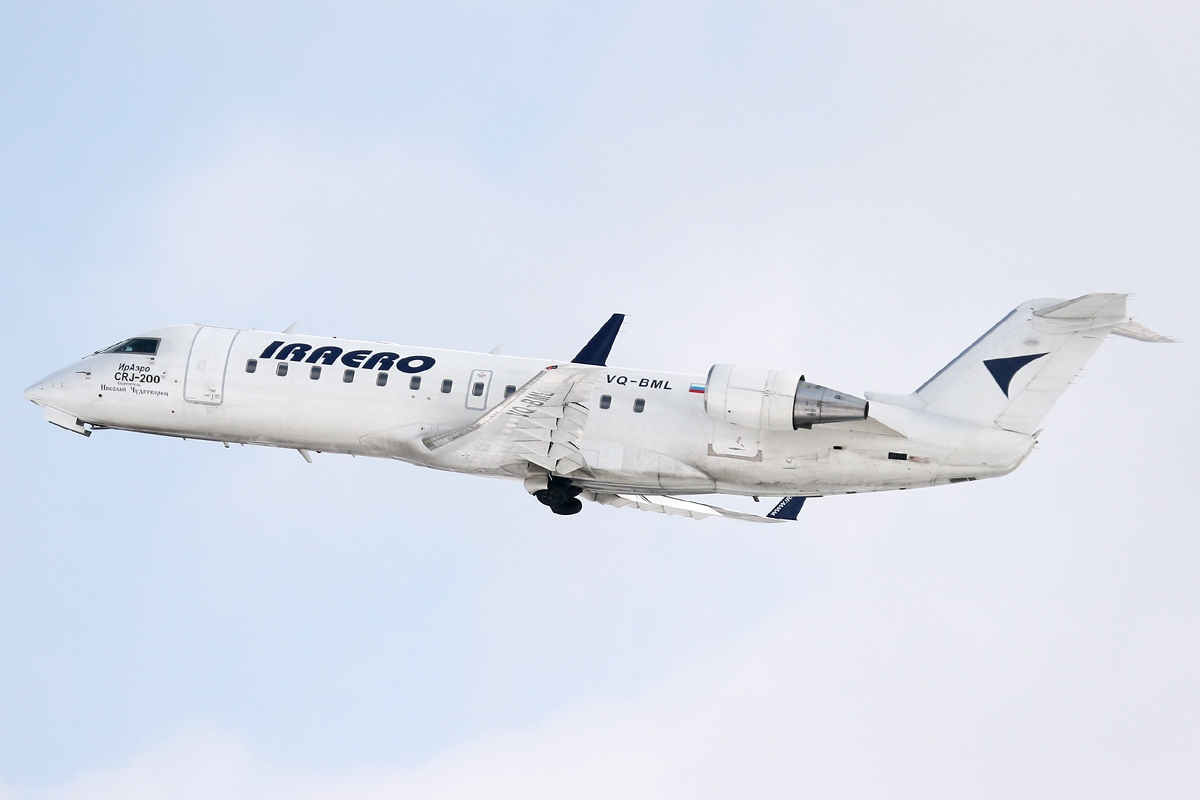
Bombardier CRJ-200ER
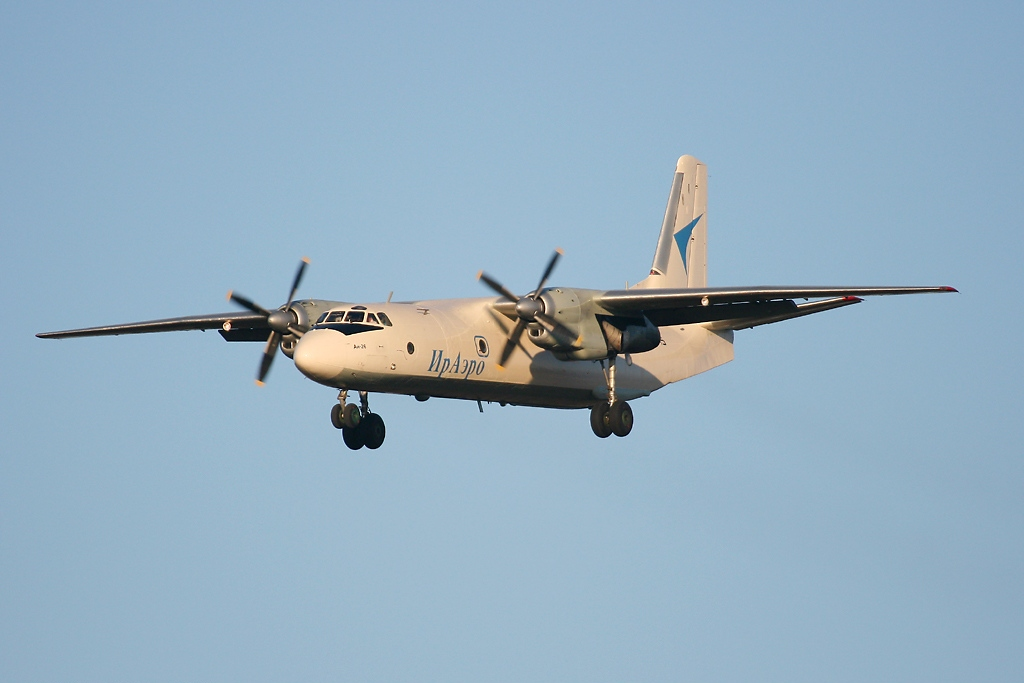
Antonov An-24B de la compagnie